# Juan Argote
Juan Argote (1906 - data de morte desconhecida) foi um futebolista boliviano. Ele competiu na Copa do Mundo FIFA de 1930, sediada no Uruguai, na qual a seleção de seu país terminou na décima segunda colocação dentre os treze participantes.